# K1 88
K-1 88, K1A1 hay K1 là dòng xe tăng chiến đấu chủ lực nội địa của quân đội Hàn Quốc, ra mắt lần đầu tiên vào năm 1987 và được đánh giá là một trong những loại xe tăng hiện đại thời bấy giờ.

## Hoàn cảnh ra đời
Trong những năm 1970, quân đội Hàn Quốc bị thiếu hụt xe tăng chiến đấu chủ lực nghiêm trọng. M-48A3 của Mỹ viện trợ cho Hàn Quốc được sử dụng như một giải pháp tình thế thay cho loại M-4 Sherman đã quá lạc hậu và hệ thống xe tăng chủ lực mới của Hàn Quốc được ra đời với lực lượng nòng cốt là M-47 và M-48 Patton. Trong khi đó tại miền Bắc, với sự giúp đỡ của Liên Xô, Bắc Triều Tiên đã nhanh chóng thiết kế và đưa vào sản xuất hàng loạt mẫu xe tăng Thiên Mã Hổ (một phiên bản được sản xuất và nâng cấp theo mẫu T-62 của Liên Xô). Những xe tăng M48A3 của Quân đội Hàn Quốc tỏ ra thua kém rất nhiều so với các xe tăng T-62 của quân đội Bắc Triều Tiên và điều đó đã trở thành mối đe dọa lớn đối với cho Hàn Quốc. Vì thế, chính phủ Hàn Quốc đã quyết định thiết kế và sản xuất một loại xe tăng chủ lực mới có đủ sức chống chọi với xe tăng của Bắc Triều Tiên. 
Ban đầu, một kế hoạch thiết kế dựa trên cơ sở xe tăng M-60A1 Patton đã được vạch ra nhưng sau đó kế hoạch này đã bị hủy bỏ, vì ngay cả khi kế hoạch đó được hoàn thành thì nó cũng không đủ sức đương đầu với lực lượng xe tăng hiện đại của Bắc Triều Tiên. Trong khi việc nghiên cứu loại tăng mới vẫn được tiếp tục thì song song đó một số kế hoạch cho việc nâng cấp M-48A3 và M-48A5 cũng đã được đề ra và quân đội Hàn Quốc cũng đạt được thỏa thuận với Đức trong việc chuyển giao công nghệ sản xuất xe tăng Leopard 1. Kết quả của loạt chương trình này là M-48A3K và M-48A5K (nâng cấp theo công nghệ xe tăng Leopard 1 của Đức) đã ra đời.
Tổng thống Park Chung-hee đã cho thành lập một số nhóm và cơ quan chuyên môn để quản lý và xúc tiến kế hoạch sản xuất xe tăng chủ lực chiến đấu mới của Hàn Quốc. Tuy nhiên, do không có kinh nghiệm trong việc thiết kế, phát triển và sản xuất xe tăng nên công việc nghiên cứu đã diễn ra chậm hơn dự tính. Rất nhiều mẫu xe tăng của nước ngoài đã được xem xét và đánh giá, với điều kiện đã đạt được về mặt công nghệ và dây chuyền sản xuất hiện đại, kế hoạch sản xuất loại xe tăng mới đã được thực hiện. Mẫu thiết kế đầu tiên dựa trên XM-1 (một phiên bản thử nghiệm của M1 Abrams) do tập đoàn Chrysler (nay là General Dynamics Land Systems) phát triển để đáp ứng những nhu cầu đặc biệt của Lục quân Hàn Quốc. Do được thiết kế dựa trên XM-1 nên XK-1 được xem là hoàn toàn tương tự như nó. Tuy nhiên, khi kiểm tra thử nghiệm, rất nhiều sự khác biệt đã được tìm thấy. Những sự khác nhau như trọng lượng (55 tấn của XM-1 so với 51 tấn của XK-1), chiều cao (2,37 m so với 2,25 m), động cơ (Honeywell AGT1500C 1500 mã lực cho XM-1 so với Teledyne Continental AVCR-1790 1200 mã lực của XK-1), mặc dù sau này động cơ của XK-1 đã được thay thế bằng MTU MB Ka-501 đi kèm với hộp số tự động Renk, hệ thống dẫn truyền tự động truyền (Allison DDA X-1100-3B cho XM1 so với zF Friedrichshafen LSG 3000 cho XK1) và một số linh kiện khác được sử dụng trong xe XK-1 vẫn giữ lại khẩu pháo nòng rãnh M68E1 105mm của XM-1, cũng như hệ thống kiểm soát hỏa lực, hệ thống chữa cháy của hãng Hughes và thiết bị đo laser YAG. Với việc trang bị hệ thống camera quan sát hồng ngoại cho phép lái xe và pháo thủ có thể làm việc thuận lợi khi tác chiến trong đêm. Xe tăng XK-1 cũng có hệ thống giảm chấn thủy lực có thể điều chỉnh cho phép tăng tính năng việt dã trên mọi địa hình. Trong kết cấu của hai mẫu thử nghiệm ROKIT, rất nhiều chi tiết và tổ hợp của các xe tăng Mỹ và Đức đã được sử dụng. Điều đó làm cho việc tiết kiệm thời gian và chi phí cho việc thiết kế giáp bảo vệ mới cho xe tăng tăng lên đáng kể. 
Trong thời gian ngắn một cách kỷ lục, vào năm 1984, mẫu đầu tiên mang ký hiệu là XK-1 được chế tạo xong tại Mỹ vào năm 1983, các mẫu thử nghiệm đã được tiến hành chạy thử và cùng trong năm đó và được sản xuất với số lượng lớn do hãng Hyundai Rotem của Hàn Quốc đảm nhận. Những xe sản xuất loạt đầu tiên được hoàn thành vào năm 1985. Những chiếc xe đã không được công bố rộng rãi trước dân chúng vì mục đích bảo mật cho đến tận năm 1987. Chỉ 3 năm sau khi được sản xuất, thông tin đầu tiên về loại xe tăng này mới được công bố, các nhà báo trong và ngoài nước đã được mời tham dự cuộc họp báo công khai các thông tin liên quan đến xe tăng K-1. Trong khoảng thời gian đó, 210 xe tăng đã được sản xuất trong seri đầu tiên vào năm 1992. Sau đó, 325 chiếc Type 88 tiếp theo được sản xuất theo kế hoạch và loại xe tăng này còn được đặt hàng thêm 298 chiếc nữa.
Sau khi khoảng 450 chiếc được xuất xưởng thì một cuộc nâng cấp quy mô lớn đã được tiến hành, K-1 được cải tiến, sửa chữa và thay đổi một số linh kiện kỹ thuật bao gồm trang bị hệ thống định vị toàn cầu GPS, lắp đặt kính tiềm vọng, kính hồng ngoại và thiết bị đo laser tại các vị trí của trưởng xe và pháo thủ, thiết bị phòng vệ bằng laser cho phép phá hủy các thiết bị quang học của xe tăng đối phương. Hiện nay, thành phần giáp bảo vệ của K-1 vẫn chưa được tiết lộ, theo một số chuyên gia thì K-1 được trang bị giáp bảo vệ Composite. Hệ thống chữa cháy tự động không được lắp đặt trên xe, do đó trong trường hợp hỏa hoạn, các thành viên tổ lái phải khởi động kích hoạt hệ thống. Xe cũng được lắp đặt máy hòa không khí để tổ lái có thể làm việc trong mọi thời tiết. K-1 không được trang bị hệ thống lọc không khí nên tổ lái cần mặc đồ chống chất độc hóa học khi tham gia tác chiến trong điều kiện chiến tranh hóa học. Hệ thống nạp đạn bằng tay. Góc nâng và hạ súng của K-1 là +20 đến -9,7 độ. Cũng như các loại xe tăng hiện đại khác, K-1 được trang bị 10 ống phóng lựu đạn khói ngụy trang ở hai bên sườn tháp pháo. Những chiếc tăng K-1 được đưa biên chế của ROKA và ROKMC vào năm 1987, nhưng nó đã được tổng thống Chun Doo-hwan gắn cho số hiệu 88 nhằm tôn vinh Thế vận hội Mùa hè diễn ra tại Seoul năm 1988. Xe tăng chiến đấu chủ lực K-1 tương tự như xe tăng M1 thu nhỏ. Có khoảng 480 chiếc K-1 88 đang hoạt động.

## Tính năng kỹ thuật

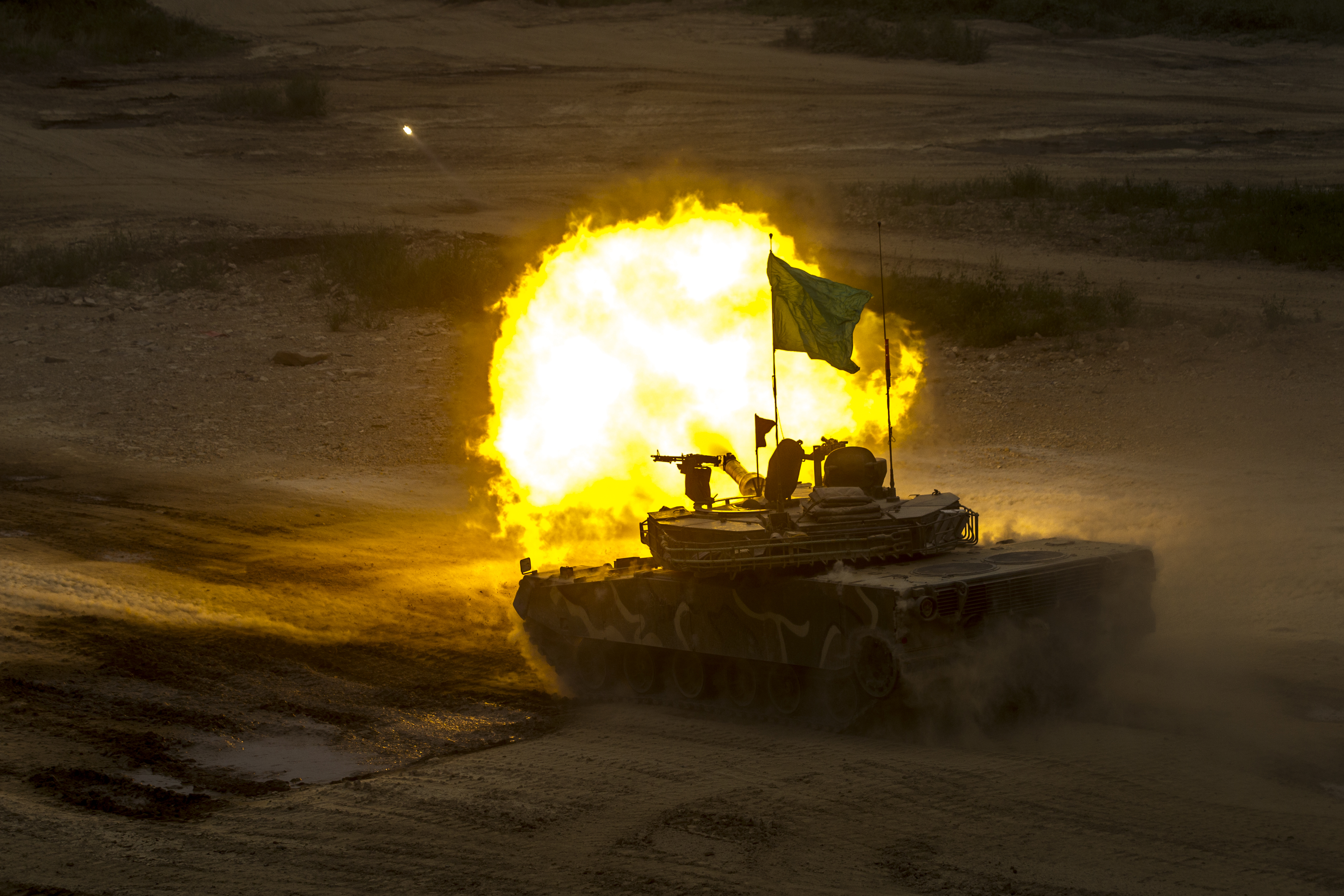
K1 88 đang khai hỏa

Sơ đồ cấu tạo của Type 88 theo kiểu truyền thống: buồng tác chiến bố trí trung tâm xe tăng, động cơ và hệ thống động lực - phía sau, phòng lái - phía trước. Xe tăng K1 88 trang bị pháo rãnh xoắn 105mm M68A1 (sản xuất theo giấy phép do Anh cung cấp), có hệ thống cân bằng pháo - tăng theo hai hướng và hệ thống hút khói cho nòng pháo. Trang bị hỗ trợ có 2 súng 7,62mm và 1 súng 12,7mm. Hệ thống điều khiển hỏa lực có máy tính toán đường đạn kỹ thuật số, có sự hộ trợ của hệ thống cảm ứng tính toán và áp dụng sự hiệu chỉnh tốc độ và hướng gió, theo dõi nhiệt độ không khí, độ uốn cong của nòng pháo trong điều kiện bị nung nóng không đều và các thiết bị khác. 
210 xe tăng đầu tiên có kính ngắm cho pháo thủ của hãng "Hiuoz" ("Хьюоз"), đã được lắp trên M1A1, sau đó được trang bị kinh ngắm tiềm vọng của hãng "Tecsas instrument" với kính quan sát ban ngày bằng mắt thường và ban đêm bằng hồng ngoại với tầm hiệu quả 2.000 mét. Nơi vị trí trưởng xe trang bị kính ngắm toàn cảnh của Pháp, ổn định hai phương dọc – ngang. Với kết cấu này, khả năng tác xạ có thể thực hiện bởi pháo thủ và cả chỉ huy xe. Phần lớn các chi tiết và tổ hợp của xe tăng được sản xuất tại Hàn Quốc theo giấy phép của các công ty Mỹ, Đức, Pháp và Canada. 
Những phiên bản Type 88 đầu tiên của seri thử nghiệm được lắp động cơ Mỹ Teledain Continental Avcr 1790, và đồng thời hộp số truyền động "Renk" (Đức). Tuy nhiên, do Mỹ cấm xuất khẩu động cơ loại này nên Hàn Quốc phải trang bị cho toàn bộ seri xe tăng bằng động cơ diezen đa nhiên liệu của hãng MTU mạnh 1200 sức ngựa và đã được thiết kế dành cho lựu pháo tự hành PzH 155SF của Tây Đức. Bộ phận truyền động của xe tăng có 6 trục nâng mỗi bên hệ thống treo hỗn hợp (1, 2 và 6 - hệ thống treo thủy khí động, còn 3, 4 và 5 - hệ thống treo xoắn) và 3 trục đỡ. Sự thay đổi bán kính xoay được thực hiện bởi cơ cấu truyền động thủy lực. Ngoài dòng xe tăng Type 88, còn có các loại xe hỗ trợ như xe cứu kéo, sửa chữa bọc thép, xe làm cầu. Chất lượng chiến đấu của Type 88 được đánh giá tích cực. Sự sử dụng tổ hợp giáp "Chobham", hình dạng thấp của xe tăng, phần trước có cấu tạo không quá lớn làm tăng khả năng bảo vệ cho Type 88.

## Phản ứng của Bắc Triều Tiên
Các kỹ sư quốc phòng Bắc Triều Tiên đã nhận thấy sự vượt trội của xe tăng K1 88 so với Thiên Mã Hổ. Xe tăng K1 88 của Hàn Quốc có tính năng tương tự M1 Abrams, trong khi loại tăng mới nhất của miền Bắc lúc bấy giờ, Thiên Mã Hổ thực ra chỉ là phiên bản làm lại của T-62, kiểu xe tăng còn lạc hậu hơn hẳn so với T-72. Do yêu cầu bức thiết phải hiện đại hóa lực lượng tăng thiết giáp, hoặc ít ra là rút ngắn khoảng cách đến đối phương miền Nam, CHDCND Triều Tiên đã tiến hành nâng cấp Thiên Mã Hổ và chế tạo một mẫu xe tăng mới mạnh hơn, mẫu P'okpoong Ho. Nhưng bất chấp mọi nỗ lực, các loại tăng của miền Bắc vẫn không thể vượt qua được đối thủ K1 88 và phiên bản K1A1 cùng với loại thủy tăng mới K2 Báo đen của Hàn Quốc.

## Xuất khẩu
Cơ quan Phát triển Quốc phòng (ADD) của Hàn Quốc đã từng đưa K1 88 và người anh em của nó là K1A1 giới thiệu cho nhiều đối tác nước ngoài nhưng tình hình không mấy khả quan. Khách hàng đầu tiên là Malaysia, ban đầu nước này đặt hàng Hàn Quốc sản xuất phiên bản K1M trang bị lực lượng bộ binh, nhưng sau đó lại hủy bỏ hợp đồng và chuyển sang mua PT-91M của Ba Lan. Khách hàng quen thuộc khác là Thổ Nhĩ Kỳ lại chủ yếu dành sự quan tâm đối với phiên bản K2 Báo Đen hơn là K1A1. 
Thất bại gần đây nhất là tại Thái Lan, K1A1 đã chịu thua T-84 Oplot của Ukraine trong cuộc đua dành hợp đồng trang bị 200 xe tăng chiến đấu chủ lực nhằm thay thế vị trí của các xe tăng M-41A3 cũ trong biên chế 4 tiểu đoàn thiết giáp của quân đội Thái Lan. Ban đầu, K-1A1 của Hàn Quốc cùng T-90S của Nga và Leopard-2A4 của Đức đã tham gia đấu thầu và K1A1 đã thể hiện vô cung xuất sắc. Tuy nhiên, cuối cùng Thái Lan đã chọn T-84 Oplot vì có giá thành rẻ hơn so với các đối thủ. Để sở hữu 200 BMT T-84, Thái Lan chỉ phải chi ra 7 tỷ bạt (232 triệu USD). Tuy đã được chính phủ Thái Lan thông qua, nhưng quyết định mua MBT Oplot vấp phải một số phản đối của giới quân sự nước này. Theo đại diện của phía quân đội, sản phẩm MBT K-1 của Hàn Quốc có nhiều ưu thế hơn so với T-84 Oplot. Đặc biệt là ở đặc điểm K-1 sử dụng thiết bị nạp đạn bán tự động đáng tin cậy trên chiến trường hơn so với việc sử dụng thiết bị nạp đạn hoàn toàn tự động trên xe T-84.

## Các phiên bản
- K-1 88 nguyên mẫu.
- K1A1: Phiên bản xe tăng nâng cấp từ K-1 88. Một cố cải tiến của xe như: pháo chính KM68 được thay thế bằng pháo nòng trơn KM256 120 mm (được Hàn Quốc chế tạo theo kiểu M256 của Mỹ, thực chất cũng là một phiên bản chế tạo lại kiểu pháo Rheinmetall L44 của Đức), nâng cấp hệ thống điều khiển hoả lực, hệ thống cân bằng pháo tăng, hệ thống cảnh báo laser, vỏ cách nhiệt của nòng pháo, tháp pháo, giáp bao vệ và hệ thống ổn định pháo. Xe được trang bị pháo 120 mm để chống tăng, hoặc sử dụng để cản bước tiến của đối phương, và trung liên 7.62 mm M60E2-1 được lắp đồng trục. Vị trí của trưởng xe được trang bị đại liên 12.7 mm K6 HMG bên phải cửa sập và người nạp đạn được trang bị trung liên 7.62 mm M=60D bên trái cửa sập. Xe có chỉ số giáp cao, và cần nhiều lần bắn mới hạ được. Xe rất hiệu quả trong việc càn quét quân địch bởi khả năng bảo vệ tổ lái cao.
- K1 AVLB: Phiên bản xe bắc cầu được thiết kế trên cơ sở khung gầm của K-1 88 với sự trợ giúp của tập đoàn quốc phòng Vikers của Anh (hiện nay là BAE Systems). K1 AVLB được đưa vào phục vụ trong quân đội Hàn Quốc vào năm 1993. Xe được trang bị hệ thống bắc cầu kiểu cái kéo rải về phía trước bên trên khung gầm. Chiếc cầu rất rộng và khỏe để có thể nâng đỡ mọi loại phương tiện chiến đấu hạng nặng đỡ được việc mất thời gian chờ đợi các kỹ sư làm đường. Thời gian thiết kế xe kéo dài từ năm 1988 đến năm 1992.
- K1 ARV: Phiên bản xe cứu kéo bọc thép hạng nặng có trang bị vũ khí gây sát thương cao (đại liên 12.7 mm K6 HMG) và có thể được trang bị các thiết bị quét mìn khác nhau. K1 ARV mang các thiết bị đặc chủng sau: Tời kéo, thiết bị lắp cáp và thanh kéo để lai dắt các xe bọc thép bị hư hỏng; cáp kéo và thiết bị nâng kéo cho các xe không thể lai dắt, cần cẩu, máy hàn và bộ công cụ, dụng cụ bảo dưỡng và sửa chữa tăng; khoang chứa vật tư phụ tùng dùng cho việc sửa chữa, thay thế; lưỡi ủi để san gạt, giải phóng mặt bằng. Xe có khả năng cứu kéo các phương tiện bọc thép bị hư hỏng; lai dắt các phương tiện bọc thép còn lái hoặc mất lái trên mọi địa hình khô ráo hay ngập nước, đảm nhiệm việc sửa chữa, phục hồi (hàn, cắt, nâng) phương tiện khi tiến hành thay thế hay lắp đặt linh kiện, khí tài chiến đấu; tự tháp lắp, thay thế động cơ cho chính xe cứu kéo; vận chuyển hàng hóa treo móc trên tay cẩu trong khu kỹ thuật; tiến hành san ủi đất giải phóng mặt bằng khi xây dựng khu trạm kỹ thuật và chuẩn bị phương tiện đưa vào sửa chữa, vận chuyển vật tư, phụ tùng và động cơ dự phòng thay thế cho các xe chiến đấu bộ binh bọc thép. Xe do Hàn Quốc hợp tác MaK (nay là Rheinmetall) chế tạo và đã có 200 đơn đặt hàng, hầu hết trong số này đã được đáp ứng. Thời gian thiết kế xe kéo dài từ năm 1988 đến năm 1992. K1 ARV được đưa vào phục vụ trong quân đội Hàn Quốc vào năm 1993.
- K1M: Phiên bản xe tăng chiến đấu chủ lực (MBT) được Hàn Quốc nghiên cứu và chế tạo theo đơn đặt hàng của quân đội Malaysia. Phiên bản K1M kém hơn rất nhiều so với người anh em K1A1, K1M không có hệ thống cảnh báo bằng laser và hệ khống điều hòa không khí. Khối lượng của xe khoảng 49,7 tấn và có cơ số đạn là 41 viên. Hàn Quốc dự định sẽ chuyển giao cho Malaysia khoảng 210 xe tăng K1M, nhưng sau đó Quân đội Malaysia đã từ chối với lý do số xe đó không đủ và quân đội nước này đã mua xe tăng PT-91M của Ba Lan để thay thế.

## Quốc gia sử dụng
Quân đội Hàn Quốc
- Lục quân
  - K1
  - K1A1
- Thủy quân lục chiến
  - K1

## Nội dung liên quan

### Xe tăng có cùng sự phát triển
- Xe tăng Lion of Babylon
- T-64
- T-80
- T-84
- M-84
- T-90
- PT-91 Twardy
- M-84AB1
- M-95 Degman
- Tank-Ex/MBT-EX

### AFV có thể so sánh được
- Xe tăng Chieftain
- Leopard 1
- M60 Patton